# Flaurling
Flaurling je obec v Rakousku ve spolkové zemi Tyrolsko v okrese Innsbruck-venkov. V obci žije přibližně 1 300 obyvatel.

## Poloha
Flaurling se nachází v Inntalu (údolí řeky Inn) mezi Innsbruckem a Telfsem, jižně od Innu, na soutoku potoka Kanzingbach. Obec má rozlohu dvacet kilometrů čtverečních a leží v nadmořské výšce od 650 m v údolí řeky Inn (Inntal) do více než 2800 m na jihu. Asi deset procent území je zemědělská půda, čtvrtina je zalesněna. Čtyřicet procent tvoří vysokohorské pastviny a více než dvacet procent tvoří neúrodná vysokohorská půda.

### Části obce
Obec tvoří části Flaurling-Dorf, Flaurling-Bahnhof s obchodní zónou a Flaurling-Berg na západním úpatí nízké horské terasy.

### Sousední obce
Flaurling sousedí 
| Oberhofen im Inntal | Telfs                   | Pettnau         |
| Rietz               |                         | Polling Hatting |
| Stams               | St. Sigmund im Sellrain | Inzing          |

## Historie
Kolem roku 580 osídlili tuto oblast Bavoři. První písemná zmínka o obci je z roku 763, kde je uváděna jako Flurininga - součást majetku klášterního kostela svatého Petra, který ve Scharnitz postavila freisingská diecéze. Název je složen z osobního jména Florinus s příponou -ing.
V době přepravy soli získal Flaurling na významu, protože se zde nacházel přístav pro převoz přes řeku Inn. Panovník Zikmund zde postavil lovecký zámeček a v roce 1479 jej daroval dvornímu kaplanovi Zikmundu Risovi. Lovecký zámeček byl rozšířen o knihovnu a kapli, které existují dodnes. V této době byl Flaurling sídlem farnosti, která spravovala vesnice mezi Zirlem a Telfsem.
V 16. století se obchod se solí stále rozvíjel a proto byla ve Flaurlingu postavena solnice (solní sklad), o kterou se až do 19. století staral solný mistr.
Flaurling je samostatnou obcí od roku 1816.

## Znak
Blason: ve stříbře černovlasý obr trhající napůl rozpolcený červený kmen stromu.
Městský znak byl obci udělen v roce 1982. Vychází z mluvícího erbu Zikmunda Rise, který byl v letech 1479-1526 farářem ve Flaurlingu a mimo jiné nechal postavit zámek Ris (Risschlössl).